# Leanord Sil'z Model 5
Leanord SIL'Z Model 5 (SIL'Z Model 5 / 6) је професионални рачунар фирме Leanord који је почео да се производи у Француској током 1983. године.
Користио је Zilog Z80 A микропроцесорску јединицу а RAM меморија рачунара је имала капацитет од 80kb. 
Као оперативни систем кориштен је CP/M.

## Детаљни подаци
Детаљнији подаци о рачунару SIL'Z Model 5 су дати у табели испод.
|                       |                                                                         |
| [ 1 ]                 |                                                                         |
| Произвођач            |                                                                         |
| Тип                   | професионални рачунар                                                   |
| Меморија              | 80kb                                                                    |
| Поријекло             | Француска                                                               |
| Година                | 1983                                                                    |
| Тастатура             | AZERTY тастатура са пуним помаком тастера, одвојена нумеричка тастатура |
| Процесор              |                                                                         |
| Фреквенција процесора | непознато                                                               |
| RAM                   | 80kb                                                                    |
| ROM                   | непознато                                                               |
| Текст                 | 80 x 24                                                                 |
| Графика               | непознато                                                               |
| Боја                  | монохром                                                                |
| Звук                  | 3 канала, 6 октава + генератор бијелог шума                             |
| Димензије             | 44 (ширина) x 30,5 (дубина) x 10,9 (висина) / 4,3                       |
| Портови               |                                                                         |
| Оперативни систем     |                                                                         |